# ソンジン・ワンチュク
ソンジン・ワンチュクは、モンゴル（内蒙古）の王族・政治家。中華民国、蒙古聯合自治政府、内モンゴル自治政府等で活動した。松王とも呼ばれる。

## 事跡
1916年（民国5年）、ホチト左旗の扎薩克（執政官の意）となる。また、同旗の多羅郡王に封じられた。1936年（民国25年）、察哈爾省政府委員に任ぜられた。
1937年（民国26年）10月、蒙古聯盟自治政府の成立とともに、ソンジン・ワンチュクはこれに参加して参議会参議に任命された。翌年3月、シリンゴル盟副盟長となる。1939年（民国28年）9月、蒙古聯合自治政府の成立とともに、民政部部長に就任した。1941年（民国30年）6月、民政部が廃止されたため、新設された興蒙委員会の委員長に転じた。
蒙古自治邦（蒙古聯合自治政府を改組したもの）が崩壊した後の1946年（民国35年）、ウランフ（烏蘭夫）率いる内モンゴル自治区運動聯合会により、ソンジン・ワンチュクはシリンゴル盟盟長に任命された。翌1947年（民国36年）5月、内モンゴル自治政府が成立すると共にソンジン・ワンチュクは同政府参事庁庁長に任命されている。
1948年（民国37年）2月19日、ウランホト市にて在職のまま病没。享年64。

## 注
1. ↑  潮洛濛「憶烏蘭夫二事」開国元勲網、2011年8月10日
2. ↑  「民国36年 (公元1947年)」内蒙古区情網（内モンゴル自治区地方志編纂委員会弁公室ホームページ）、2011年4月14日
3. ↑  「民国37年 (公元1948年)」内蒙古区情網同上